# Großsteingrab Stokholmgaard
Das Großsteingrab Stokholmgaard war eine megalithische Grabanlage der jungsteinzeitlichen Nordgruppe der Trichterbecherkultur im Kirchspiel Stenløse in der dänischen Kommune Egedal. Es wurde im 19. oder frühen 20. Jahrhundert zerstört.

## Lage
Das Grab lag in Nørrevang, wenige Meter südlich des Hauses Damvadvej 36. Benannt ist es nach dem nordöstlich gelegenen Hof Stokholm. In der näheren Umgebung gibt bzw. gab es zahlreiche weitere megalithische Grabanlagen.

## Forschungsgeschichte
Im Jahr 1875 führten Mitarbeiter des Dänischen Nationalmuseums eine Dokumentation der Fundstelle durch. Bei einer weiteren Dokumentation im Jahr 1936 waren nur noch Reste der Pflasterung auszumachen.

## Beschreibung

### Architektur
Die Anlage besaß eine Hügelschüttung, die 1875 noch etwa 0,7 m hoch, aber bereits so gestört war, dass sich Form, Orientierung und Maße nicht mehr sicher bestimmen ließen. Einige Umfassungssteine waren noch erhalten. Sie schienen ursprünglich in einem rechten Winkel zueinander angeordnet gewesen zu sein, was für eine rechteckige Hügelschüttung spricht.
Der Hügel enthielt eine nordwest-südöstlich orientierte Grabkammer, die als Urdolmen anzusprechen ist. Sie hatte eine Länge von 1,1 m und eine Breite von 0,5 m. Sie bestand aus vier Wandsteinen. Der Deckstein lag abgewälzt neben der Kammer.

### Funde
In unmittelbarer Nähe der Anlage wurde 1936 oder früher beim Pflügen ein Axtrohling aus grünem Gestein mit begonnenem Schaftloch gefunden. Er wurde dem Dänischen Nationalmuseum übereignet.